# Nati nel 1977/Aprile
| Questa pagina contiene informazioni ricavate automaticamente dalle voci biografiche con l'ausilio del template Bio e di un bot. L'aggiornamento è periodico e automatico e ricostruisce completamente la pagina. Se manca una persona in questa lista, sei pregato di non aggiungerla, ma accertati piuttosto che la sua voce biografica contenga il template Bio e che i dati anagrafici siano correttamente compilati. Se il template Bio manca, inseriscilo tu stesso o, in alternativa, metti l'avviso {{tmp\|Bio}} che ne segnala la mancanza. Se i dati riportati sono sbagliati, correggi direttamente la voce biografica; le modifiche saranno visibili in questa lista entro pochi giorni. Per chiarimenti vedi il progetto biografie. La lista contiene solo le 364 persone che sono citate nell'enciclopedia e per le quali è stato implementato correttamente il template Bio. Pagina aggiornata al 10 ago 2025. |

- 1º aprile - Vítor Belfort, artista marziale misto brasiliano
- 1º aprile - Gábor Boczkó, schermidore ungherese
- 1º aprile - Vincent Doukantié, allenatore di calcio e ex calciatore maliano
- 1º aprile - Marco Foschi, attore e doppiatore italiano
- 1º aprile - José Goron, calciatore francese
- 1º aprile - Ehlo Huang, attore e cantante taiwanese
- 1º aprile - Luis Petri, politico argentino
- 1º aprile - Esa Pirnes, ex hockeista su ghiaccio finlandese
- 1º aprile - Juuso Riksman, ex hockeista su ghiaccio finlandese
- 1º aprile - Tangela Smith, ex cestista e allenatrice di pallacanestro statunitense
- 1º aprile - Martin Strömbergsson, ex arbitro di calcio svedese
- 1º aprile - Rosa Alba Testamento, politica italiana
- 1º aprile - Haimar Zubeldia, ex ciclista su strada spagnolo
- 2 aprile - Matteo Berti, giornalista e conduttore televisivo italiano
- 2 aprile - Per Elofsson, ex fondista svedese
- 2 aprile - Michael Fassbender, attore e produttore cinematografico tedesco
- 2 aprile - Alessandro Frau, allenatore di calcio e ex calciatore italiano
- 2 aprile - Sascha Gerstner, chitarrista tedesco
- 2 aprile - Kim Tae-jin, ex calciatore sudcoreano
- 2 aprile - Annett Louisan, cantante tedesca
- 2 aprile - Hanno Pevkur, politico e avvocato estone
- 2 aprile - Marc Raquil, velocista francese
- 2 aprile - William Russo, schermidore italiano
- 2 aprile - Roger Suárez, ex calciatore boliviano
- 2 aprile - Mark Tyler, ex calciatore inglese
- 2 aprile - Goran Volarević, allenatore di pallanuoto e ex pallanuotista croato
- 3 aprile - Alen Avdić, ex calciatore bosniaco
- 3 aprile - Lounès Bendahmane, ex calciatore algerino
- 3 aprile - César Martín, ex calciatore spagnolo
- 3 aprile - Véronique De Kock, modella belga
- 3 aprile - Blanche Gardin, attrice, comica e sceneggiatrice francese
- 3 aprile - Giovanni Ignoffo, allenatore di calcio e ex calciatore italiano
- 3 aprile - Gavin Kerr, ex rugbista a 15 britannico
- 3 aprile - Giani Stelian Kiriță, ex calciatore rumeno
- 3 aprile - Alice Lowe, attrice, comica e regista britannica
- 3 aprile - Birgit Minichmayr, attrice teatrale, attrice cinematografica e cantante austriaca
- 3 aprile - Chael Sonnen, ex artista marziale misto statunitense
- 4 aprile - Marco Almeida, ex calciatore portoghese
- 4 aprile - Linda Alpiger, ex sciatrice alpina svizzera
- 4 aprile - Stephan Bonnar, artista marziale misto, lottatore e pugile statunitense († 2022)
- 4 aprile - Keith Bulluck, ex giocatore di football americano statunitense
- 4 aprile - Egla Ceno, attrice e conduttrice televisiva albanese
- 4 aprile - Piotr Długosielski, ex velocista polacco
- 4 aprile - Adam Dutkiewicz, chitarrista e produttore discografico statunitense
- 4 aprile - Itziar Gurrutxaga, ex calciatrice spagnola
- 4 aprile - Onel de Guzmán, hacker e informatico filippino
- 4 aprile - Goran Jurak, ex cestista sloveno
- 4 aprile - Begençmuhammet Kulyýew, ex calciatore turkmeno
- 4 aprile - Vitalʹ Lanʹko, ex calciatore bielorusso
- 4 aprile - José Luis Maluenda, ex cestista spagnolo
- 4 aprile - Bruno Piano, ex calciatore uruguaiano
- 4 aprile - Eddy Ratti, ciclista su strada italiano
- 4 aprile - Shauna Rohbock, ex bobbista e ex calciatrice statunitense
- 4 aprile - Daniel Uznik, ex sciatore alpino austriaco
- 5 aprile - Zak Bagans, regista e scrittore statunitense
- 5 aprile - Bülent Bilgen, ex calciatore austriaco
- 5 aprile - Marc Bulger, ex giocatore di football americano statunitense
- 5 aprile - John Congleton, produttore discografico e musicista statunitense
- 5 aprile - Marco De Gasperi, fondista di corsa in montagna italiano
- 5 aprile - Jonathan Erlich, allenatore di tennis e ex tennista israeliano
- 5 aprile - Daniel Majstorović, ex calciatore svedese
- 5 aprile - Sasha Meneghetti, ex hockeista su ghiaccio italiano
- 5 aprile - Martin Plüss, ex hockeista su ghiaccio svizzero
- 5 aprile - Daniele Raffaeli, doppiatore e direttore del doppiaggio italiano
- 5 aprile - Alessandro Rivali, giornalista, scrittore e poeta italiano
- 5 aprile - Vanessa Scalera, attrice italiana
- 5 aprile - Jermaine Walker, cestista statunitense († 2024)
- 6 aprile - Joey DiGiamarino, ex calciatore statunitense
- 6 aprile - Gianna Jessen, attivista statunitense
- 6 aprile - Casey Malone, discobolo statunitense
- 6 aprile - Sami Mustonen, ex sciatore freestyle finlandese
- 6 aprile - Ville Nieminen, ex hockeista su ghiaccio finlandese
- 6 aprile - Matthias Schloo, attore tedesco
- 6 aprile - Teddy Sears, attore statunitense
- 6 aprile - Kan Takahama, fumettista giapponese
- 6 aprile - Nacho Vigalondo, sceneggiatore, attore e regista spagnolo
- 7 aprile - Troy Edwards, ex giocatore di football americano statunitense
- 7 aprile - Ilan Eshkeri, compositore inglese
- 7 aprile - Jenni Haukio, poetessa finlandese
- 7 aprile - Marian Kotleba, politico slovacco
- 7 aprile - Mastiksoul, disc jockey e produttore discografico portoghese
- 7 aprile - B.J. McKie, ex cestista statunitense
- 7 aprile - Dénes Rósa, ex calciatore ungherese
- 8 aprile - Stefano Lorenzi, regista e sceneggiatore italiano
- 8 aprile - Brittney Mahanna, ex sciatrice alpina e snowboarder statunitense
- 8 aprile - Sarah Pinsker, scrittrice statunitense
- 8 aprile - Sara Shepard, scrittrice statunitense
- 8 aprile - Therese Sjögran, dirigente sportivo e ex calciatrice svedese
- 8 aprile - Shaka Smart, allenatore di pallacanestro statunitense
- 8 aprile - Ana de la Reguera, attrice messicana
- 8 aprile - Tomo Šokota, ex calciatore croato
- 9 aprile - Alessandro Beti Rosa, ex calciatore brasiliano
- 9 aprile - Fabio Di Tomaso, attore canadese
- 9 aprile - Andrij Jefremenko, pentatleta ucraino
- 9 aprile - Wilfried Nancy, allenatore di calcio e ex calciatore francese
- 9 aprile - Sacha Opinel, ex calciatore francese
- 9 aprile - Leuris Pupo, tiratore a segno cubano
- 9 aprile - Virginia Sanjust di Teulada, annunciatrice televisiva e conduttrice televisiva italiana
- 9 aprile - Rana Sultan, attrice, giornalista e conduttrice televisiva giordana
- 9 aprile - Gerard Way, cantante e fumettista statunitense
- 10 aprile - Christian Arslanian, schermidore argentino
- 10 aprile - Mladen Bartolović, allenatore di calcio e ex calciatore bosniaco
- 10 aprile - Sebastian Bea, ex canottiere statunitense
- 10 aprile - César Láinez, allenatore di calcio e ex calciatore spagnolo
- 10 aprile - Angelo Lopeboselli, ex ciclista su strada italiano
- 10 aprile - John Roe, ex rugbista a 15 e medico australiano
- 10 aprile - Cristiano Zanetti, ex calciatore e allenatore di calcio italiano
- 11 aprile - Andreý Bogomolov, ex calciatore kazako
- 11 aprile - Michele Braga, compositore italiano
- 11 aprile - DJ Fresh, disc jockey britannico
- 11 aprile - Héctor Augusto González, ex calciatore venezuelano
- 11 aprile - Jorge Huamán, ex calciatore peruviano
- 11 aprile - John James Jackson, ex bobbista britannico
- 11 aprile - Nikita Von James, ex attrice pornografica russa
- 11 aprile - Rimantas Kaukėnas, ex cestista lituano
- 11 aprile - Maroš Kováč, ex ciclista su strada e ciclocrossista slovacco
- 11 aprile - Sara Löfgren, cantante svedese
- 11 aprile - Jiří Magál, ex fondista ceco
- 11 aprile - Youcef Nadarkhani, pastore protestante iraniano
- 11 aprile - Fabio Pietrella, politico italiano
- 11 aprile - Ezequiel Rodríguez, attore argentino
- 11 aprile - Heidi Marie Vestrheim, cantante e conduttrice televisiva norvegese
- 12 aprile - Tobias Angerer, ex fondista tedesco
- 12 aprile - Maciej Bartoszek, allenatore di calcio polacco
- 12 aprile - Elisabeth Brandner, ex sciatrice alpina tedesca
- 12 aprile - Giovanny Espinoza, ex calciatore ecuadoriano
- 12 aprile - José Guilloty, pallavolista portoricano
- 12 aprile - Gemma Mengual, sincronetta spagnola
- 12 aprile - Sarah Jane Morris, attrice statunitense
- 12 aprile - Emin Quliyev, ex calciatore azero
- 12 aprile - Silvia Rinaldi, schermitrice italiana
- 12 aprile - Jordana Spiro, attrice, regista e sceneggiatrice statunitense
- 12 aprile - Carlo Teodorani, ex calciatore italiano
- 13 aprile - Charlie Bergendahl, ex sciatore alpino svedese
- 13 aprile - Leonardo Biagini, ex calciatore argentino
- 13 aprile - Chad Carvin, ex nuotatore statunitense
- 13 aprile - Bertrand Laquait, ex calciatore francese
- 13 aprile - Ndongo N'Diaye, ex cestista senegalese
- 13 aprile - Oh Sang-eun, tennistavolista sudcoreano
- 13 aprile - Katrine Pedersen, ex calciatrice e allenatrice di calcio danese
- 13 aprile - Jeff Stearns, attore statunitense
- 13 aprile - Margus Tsahkna, politico estone
- 13 aprile - Ángel Vicioso, ex ciclista su strada spagnolo
- 13 aprile - Sayo Yamamoto, regista giapponese
- 14 aprile - Bjørn Berland, ex calciatore norvegese
- 14 aprile - Erjon Bogdani, allenatore di calcio, dirigente sportivo e ex calciatore albanese
- 14 aprile - Mugurel Buga, ex calciatore rumeno
- 14 aprile - Petar Đenić, ex calciatore serbo
- 14 aprile - Nate Fox, cestista statunitense († 2014)
- 14 aprile - Sarah Michelle Gellar, attrice statunitense
- 14 aprile - Martin Kaalma, calciatore estone
- 14 aprile - Olivia Laing, scrittrice e giornalista britannica
- 14 aprile - Mai Ya-hui, ex cestista taiwanese
- 14 aprile - Rob McElhenney, attore, regista e produttore cinematografico statunitense
- 14 aprile - Marie Robertson, attrice svedese
- 14 aprile - Verónica Soberón, ex cestista argentina
- 14 aprile - Sonya Tayeh, coreografa statunitense
- 14 aprile - David Valadao, politico statunitense
- 14 aprile - Benjamin Williams, ex arbitro di calcio australiano
- 15 aprile - Andray Baptiste, ex calciatore grenadino
- 15 aprile - Alex Bougaïeff, ex cestista canadese
- 15 aprile - Dario Brgles, ex calciatore croato
- 15 aprile - András Décsi, schermidore ungherese
- 15 aprile - Lilija Efremova, ex biatleta russa
- 15 aprile - Romina Gaetani, attrice argentina
- 15 aprile - Jaime Camilo González, ex calciatore cileno
- 15 aprile - Pavel Kubina, ex hockeista su ghiaccio ceco
- 15 aprile - Marcin Kuźba, ex calciatore polacco
- 15 aprile - Fernanda Lessa, top model, showgirl e disc jockey brasiliana
- 15 aprile - Vincenzo Manna, drammaturgo, traduttore e sceneggiatore italiano
- 15 aprile - Dejan Milojević, cestista e allenatore di pallacanestro serbo († 2024)
- 15 aprile - Reed Morano, direttrice della fotografia e regista statunitense
- 15 aprile - Alessandro Parisi, allenatore di calcio e ex calciatore italiano
- 15 aprile - Petr Stehlík, ex pesista e allenatore di atletica leggera ceco
- 15 aprile - Ian Waltz, ex discobolo statunitense
- 15 aprile - Marco Zanchi, allenatore di calcio e ex calciatore italiano
- 15 aprile - Dainius Šalenga, ex cestista e allenatore di pallacanestro lituano
- 16 aprile - Florentijn Hofman, artista olandese
- 16 aprile - Fredrik Ljungberg, allenatore di calcio e ex calciatore svedese
- 16 aprile - Hayes MacArthur, attore e produttore cinematografico statunitense
- 16 aprile - Abbi Glines, scrittrice e giornalista statunitense
- 16 aprile - Thomas Rasmussen, calciatore danese
- 16 aprile - Osiris Ricardo, ex cestista dominicano
- 16 aprile - Abdías Salazar, pentatleta messicano
- 16 aprile - Eileen Walsh, attrice irlandese
- 16 aprile - Alek Wek, supermodella sudsudanese
- 17 aprile - Zema Abbey, allenatore di calcio e ex calciatore inglese
- 17 aprile - Goran Drulić, ex calciatore serbo
- 17 aprile - He Ying, arciera cinese
- 17 aprile - Chad Hedrick, pattinatore di velocità su ghiaccio e pattinatore di velocità in-line statunitense
- 17 aprile - Frederik Magle, compositore, organista e pianista danese
- 17 aprile - Juan Carlos Martínez, ex cestista dominicano
- 17 aprile - Nélson Veríssimo, allenatore di calcio e ex calciatore portoghese
- 18 aprile - Georgi Bačev, ex calciatore bulgaro
- 18 aprile - Agustín Canalda, rugbista a 15 argentino
- 18 aprile - Christian Dürr, economista e politico tedesco
- 18 aprile - Hassan El Fakiri, allenatore di calcio e ex calciatore marocchino
- 18 aprile - Nils Olav Fjeldheim, canoista norvegese
- 18 aprile - Bryce Johnson, attore statunitense
- 18 aprile - Dan LaCouture, ex hockeista su ghiaccio statunitense
- 18 aprile - Massimo Manca, ex calciatore italiano
- 18 aprile - Jonathan Rowson, scacchista e scrittore scozzese
- 18 aprile - Andrea Scoppetta, fumettista, animatore e regista italiano
- 18 aprile - Adam Sinclair, attore scozzese
- 18 aprile - Awvee Storey, ex cestista e allenatore di pallacanestro statunitense
- 18 aprile - Adrian Sînă, cantante rumeno
- 18 aprile - Fabio Venturini, ex nuotatore italiano
- 18 aprile - Wei Xin, allenatore di calcio e ex calciatore cinese
- 19 aprile - Dana Antal, hockeista su ghiaccio canadese
- 19 aprile - Danijay, produttore discografico e disc jockey italiano
- 19 aprile - Anju Bobby George, ex lunghista indiana
- 19 aprile - Søren Krogh, allenatore di calcio, dirigente sportivo e ex calciatore danese
- 19 aprile - Dan McClintock, ex cestista statunitense
- 19 aprile - Lucien Mettomo, ex calciatore camerunese
- 19 aprile - Lucio Antonio Oro, allenatore di pallavolo e ex pallavolista brasiliano
- 19 aprile - Nanceen Perry, ex velocista statunitense
- 19 aprile - Dennys Reyes, ex giocatore di baseball messicano
- 19 aprile - Constantin Sandu, schermidore rumeno
- 19 aprile - Luděk Stracený, ex calciatore ceco
- 19 aprile - Gregory Sutton, ex calciatore canadese
- 19 aprile - Ville Väisänen, allenatore di calcio e ex calciatore finlandese
- 20 aprile - Alejandro Cichero, ex calciatore venezuelano
- 20 aprile - Monalisa Codling, ex rugbista a 15 e dirigente d'azienda neozelandese
- 20 aprile - Filippo Cristante, allenatore di calcio e ex calciatore italiano
- 20 aprile - Michael Franks, ex calciatore canadese
- 20 aprile - Jon Hugger, wrestler statunitense
- 20 aprile - Viorel Iordăchescu, scacchista moldavo
- 20 aprile - Iñaki Isasi, dirigente sportivo e ex ciclista su strada spagnolo
- 20 aprile - Markus Kreuz, ex calciatore tedesco
- 20 aprile - Yves Larock, disc jockey e produttore discografico svizzero
- 20 aprile - Julija Majarčuk, attrice ucraina
- 20 aprile - Meelis Rooba, ex calciatore e ex giocatore di calcio a 5 estone
- 20 aprile - Gianluigi Rozza, matematico e ingegnere italiano
- 21 aprile - Carlo Cherubini, ex calciatore italiano
- 21 aprile - Doseone, rapper statunitense
- 21 aprile - Knut Hovel Heiaas, ex calciatore norvegese
- 21 aprile - Markos Kolōkas, dirigente sportivo e ex cestista greco
- 21 aprile - Tomasz Kot, attore polacco
- 21 aprile - Aleksandra Mel'ničenko, modella e cantante serba
- 21 aprile - Alison Quinn, ex atleta paralimpica australiana
- 21 aprile - John Rosendahl, ex cestista svedese
- 21 aprile - Jamie Salé, ex pattinatrice artistica su ghiaccio canadese
- 21 aprile - Dimitri Scarlato, compositore, direttore d'orchestra e arrangiatore italiano
- 21 aprile - Mette Schjoldager, ex giocatrice di badminton danese
- 22 aprile - Ambra Angiolini, attrice, conduttrice televisiva e conduttrice radiofonica italiana
- 22 aprile - Mark van Bommel, allenatore di calcio e ex calciatore olandese
- 22 aprile - Silvije Čavlina, ex calciatore croato
- 22 aprile - Pavel Churavý, ex combinatista nordico ceco
- 22 aprile - Sabine Egger, ex sciatrice alpina austriaca
- 22 aprile - Tomoji Eguchi, ex calciatore giapponese
- 22 aprile - Anna Eriksson, cantante, compositrice e artista finlandese
- 22 aprile - Barrett Foa, attore statunitense
- 22 aprile - Anthony Lurling, ex calciatore olandese
- 22 aprile - Steven Price, compositore inglese
- 22 aprile - Jarrett Stephens, ex cestista statunitense
- 22 aprile - Elisa Vanni, ex schermitrice e maestra di scherma italiana
- 23 aprile - Yoana Aramberri, ex cestista spagnola
- 23 aprile - Arash, cantante e attore iraniano
- 23 aprile - Philippe Barca-Cysique, pallavolista francese
- 23 aprile - Marcin Budkowski, ingegnere e dirigente sportivo polacco
- 23 aprile - John Cena, wrestler, attore e rapper statunitense
- 23 aprile - Cheng Hui-yun, ex cestista e allenatrice di pallacanestro taiwanese
- 23 aprile - Kirsten Clark, ex sciatrice alpina statunitense
- 23 aprile - Pier Cortese, cantautore e musicista italiano
- 23 aprile - Márcio Forte, allenatore di calcio a 5 e ex giocatore di calcio a 5 brasiliano
- 23 aprile - Pascal Gaüzère, arbitro di rugby a 15 francese
- 23 aprile - Andruw Jones, giocatore di baseball olandese
- 23 aprile - Sergey Kutsov, ex calciatore kirghiso
- 23 aprile - Lee Young-pyo, ex calciatore sudcoreano
- 23 aprile - Daniel McBreen, calciatore e allenatore di calcio australiano
- 23 aprile - Lesli Myrthil, ex cestista svedese
- 23 aprile - John Oliver, comico e attore britannico
- 23 aprile - Kal Penn, attore statunitense
- 23 aprile - Bram Schmitz, ex ciclista su strada e ciclocrossista olandese
- 23 aprile - Tamara Schädler, ex sciatrice alpina liechtensteinese
- 23 aprile - Donatas Slanina, ex cestista, allenatore di pallacanestro e dirigente sportivo lituano
- 23 aprile - Cristian Zenoni, allenatore di calcio e ex calciatore italiano
- 23 aprile - Damiano Zenoni, allenatore di calcio e ex calciatore italiano
- 24 aprile - Eric Balfour, attore e cantante statunitense
- 24 aprile - Carlos Beltrán, ex giocatore di baseball portoricano
- 24 aprile - Nicolas Cazalé, attore e modello francese
- 24 aprile - Selina Heregger, ex sciatrice alpina austriaca
- 24 aprile - Jacob Jaacks, ex cestista statunitense
- 24 aprile - Mohamed el-Kerdany, ex cestista e allenatore di pallacanestro egiziano
- 24 aprile - Kim Hyun-joo, attrice e personaggio televisivo sudcoreana
- 24 aprile - Rebecca Mader, attrice e produttrice cinematografica britannica
- 24 aprile - Ryan Mitchell, ex nuotatore australiano
- 24 aprile - Diego Placente, allenatore di calcio e ex calciatore argentino
- 24 aprile - Marco Ramacci, schermidore italiano
- 24 aprile - Byron Ritchie, hockeista su ghiaccio canadese
- 24 aprile - Fabrizio Romondini, allenatore di calcio e ex calciatore italiano
- 24 aprile - Mário Silva, allenatore di calcio e ex calciatore portoghese
- 24 aprile - Daisuke Tomita, ex calciatore e allenatore di calcio giapponese
- 24 aprile - Malko Tondella, giocatore di curling italiano
- 24 aprile - Deborah Toniolo, maratoneta italiana
- 25 aprile - Sylviane Berthod, ex sciatrice alpina svizzera
- 25 aprile - Matteo Bertini, allenatore di pallavolo italiano
- 25 aprile - Manolo Cardona, attore e regista colombiano
- 25 aprile - Kōnstantinos Christoforou, cantante cipriota
- 25 aprile - Jeff Coetzee, allenatore di tennis e ex tennista sudafricano
- 25 aprile - Christian Dubé, allenatore di hockey su ghiaccio, dirigente sportivo e ex hockeista su ghiaccio canadese
- 25 aprile - Thomas Einwaller, ex arbitro di calcio austriaco
- 25 aprile - Sara Gaspari, ex cestista italiana
- 25 aprile - Pablo Machado, ex cestista venezuelano
- 25 aprile - Marguerite Moreau, attrice statunitense
- 25 aprile - Daisuke Sudo, allenatore di calcio e ex calciatore giapponese
- 25 aprile - Matthew West, cantante statunitense
- 25 aprile - Marco Zaninelli, ex calciatore italiano
- 25 aprile - Dzintars Zirnis, ex calciatore lettone
- 26 aprile - Craig Adams, ex hockeista su ghiaccio canadese
- 26 aprile - Diego Casalis, attore italiano
- 26 aprile - Samantha Cristoforetti, astronauta e aviatrice italiana
- 26 aprile - Jason Earles, attore e comico statunitense
- 26 aprile - Rozalija Galieva, ex ginnasta uzbeka
- 26 aprile - Casey Legler, ex nuotatrice e modella francese
- 26 aprile - Joel Lupahla, ex calciatore zimbabwese
- 26 aprile - Jonathan Ollivier, ballerino britannico († 2015)
- 26 aprile - Giuseppe Piva, regista, sceneggiatore e produttore televisivo italiano († 2023)
- 26 aprile - Daniel Rostén, cantante e musicista svedese
- 26 aprile - Roxana Saberi, giornalista e sceneggiatrice statunitense
- 26 aprile - Janneke Schopman, hockeista su prato olandese
- 26 aprile - Tom Welling, attore, produttore televisivo e ex modello statunitense
- 26 aprile - Raphaël Wicky, allenatore di calcio e ex calciatore svizzero
- 26 aprile - Tunku Ali Redhauddin Muhriz, principe e dirigente d'azienda malese
- 27 aprile - Courtney Alexander, ex cestista e allenatore di pallacanestro statunitense
- 27 aprile - Chiara Gamberale, scrittrice, conduttrice radiofonica e conduttrice televisiva italiana
- 27 aprile - Khalid Jamil, allenatore di calcio e ex calciatore indiano
- 27 aprile - Marina Minetti, conduttrice radiofonica italiana
- 27 aprile - Felipe Ortiz, allenatore di calcio e ex calciatore spagnolo
- 27 aprile - Martin Sjögren, allenatore di calcio e ex calciatore svedese
- 28 aprile - Anders Blomqvist, ex calciatore svedese
- 28 aprile - Jorge Bolaño, calciatore e allenatore di calcio colombiano († 2025)
- 28 aprile - Fabrizio Buonocore, pallanuotista italiano
- 28 aprile - Carlos Cáceres, ex calciatore cileno
- 28 aprile - Josep Clotet Ruiz, allenatore di calcio spagnolo
- 28 aprile - Siân Melangell Dafydd, scrittrice e traduttrice gallese
- 28 aprile - Thorstein Helstad, calciatore norvegese
- 28 aprile - Laurent Mekies, ingegnere francese
- 28 aprile - Roniéliton Pereira Santos, ex calciatore brasiliano
- 28 aprile - Sergio Sánchez Sánchez, allenatore di calcio e ex calciatore spagnolo
- 28 aprile - Zeb Wells, fumettista, regista e sceneggiatore statunitense
- 29 aprile - Matt Bachand, chitarrista e bassista statunitense
- 29 aprile - Joaquín Beltrán, ex calciatore messicano
- 29 aprile - Sándor Bárdosi, ex lottatore ungherese
- 29 aprile - Lorenzo Fioramonti, economista e politico italiano
- 29 aprile - Linda, cantante russa
- 29 aprile - Marcel Hacker, canottiere tedesco
- 29 aprile - Claus Jensen, ex calciatore danese
- 29 aprile - T.J. Lux, ex cestista e allenatore di pallacanestro statunitense
- 29 aprile - Hennadij Matuljak, aviatore e militare ucraino († 2022)
- 29 aprile - Titus O'Neil, wrestler e ex giocatore di football americano statunitense
- 29 aprile - Andrius Skerla, ex calciatore lituano
- 29 aprile - Petja Stavreva, politica e giornalista bulgara († 2024)
- 29 aprile - Razan Zaitouneh, avvocato e attivista siriana
- 29 aprile - Attila Zsivóczky, ex multiplista ungherese
- 30 aprile - Peter Babnič, ex calciatore slovacco
- 30 aprile - Lilian Compan, allenatore di calcio e ex calciatore francese
- 30 aprile - Robert Conley, ex cestista statunitense
- 30 aprile - Federica Fontana, conduttrice televisiva, ex modella e blogger italiana
- 30 aprile - Ha Yong-woo, ex calciatore sudcoreano
- 30 aprile - Alexandra Holden, attrice statunitense
- 30 aprile - Pell James, attrice statunitense
- 30 aprile - Yoel Romero, artista marziale misto e lottatore cubano
- 30 aprile - Linda Visentin, ex ciclista su strada italiana